# Caminho de Ferro de Penafiel à Lixa e Entre-os-Rios
O Caminho de Ferro de Penafiel à Lixa e Entre-os-Rios era uma linha ferroviária que ligava, em via métrica, Penafiel à Lixa e Entre-os-Rios, no noroeste de Portugal. Foi inaugurada a 11 de Novembro de 1912 e desactivada nos finais dos anos 1920. A linha era constituída por dois troços: de Lixa até Penafiel, e desta localidade até Entre-os-Rios.

## História

### Antecedentes
Quando se iniciou o planeamento da futura Linha do Tâmega, nos inícios do século XX, que deveria ligar a Linha do Douro a Amarante, uma das propostas que foi feita para o seu traçado fazia-a sair de Caíde e passar pela Lixa. Porém, estudos posteriores provaram que este novo percurso não era mais vantajoso do que o plano original, que fazia a linha começar em Livração, pelo que a proposta não foi aceite, tendo o lanço até Amarante entrado ao serviço em 1909.

### Planeamento e construção
Em 1908, o médico e empresário Cerqueira Magro apresentou uma proposta para a construção de uma ligação ferroviária entre Penafiel e Lixa, passando por Lousada e Felgueiras, devido à falta de projectos estatais para caminhos de ferro naquela região. Cerqueira Magro colaborou activamente no planeamento da linha, tendo conseguido vencer as várias dificuldades inerentes a um projecto deste tipo, e obtido a concessão.
Assim, a 13 de Dezembro de 1908, realizou-se uma reunião nos Paços do Conselho de Penafiel, presidida pelo Visconde de Lousada, tendo como objectivo analisar as vantagens da existência dum caminho de ferro que servisse a região duriense. A ideia foi abraçada por toda a população, uma vez que representava uma grande melhoria para o comércio, indústria e população dos concelhos por onde se projectou passar. A linha passaria por Penafiel, Lousada, Longra, Felgueiras, Lixa e Entre-os-Rios. Os primeiros trabalhos de organização da planta dos terrenos, por onde deveria passar o caminho de ferro, iniciaram-se em Fevereiro do ano seguinte. O motivo para o prolongamento da linha até Entre-os-Rios deveu-se à existência de uma famosa estância termal naquela localidade.
Em 17 de Julho de 1910 realizou-se o concurso para a construção, e, a 11 de Setembro desse ano, constitui-se a companhia a que foi atribuída a concessão, a Companhia do Caminho de Ferro de Penafiel à Lixa e a Entre os Rios, Sociedade Anonyma de Responsabilidade Limitada com um capital em acções de 252:000$00 e em Obrigações de 500:000$00. Em Maio desse ano, já se tinha registado um grande número de subscritores para as acções daquela empresa.
Esta linha dita um facto inédito, à data, em Portugal: a primeira associação voluntária de municípios (Lousada, Penafiel e Felgueiras) que conseguiu construir uma linha férrea sem auxílio do Estado. Tal foi conseguido com a criação da Companhia do Caminho de Ferro de Penafiel à Lixa e a Entre os Rios cujo capital foi totalmente subscrito por accionistas privados da região.

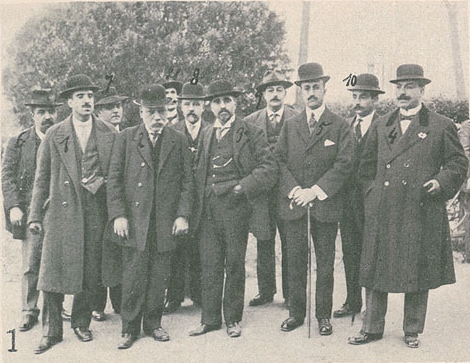
Pessoal superior da companhia do Caminho de Ferro de Penafiel à Lixa, durante a cerimónia de inauguração, em 1912. Cerqueira Magro está identificado com o número 3, no centro da fotografia.

## História

### Inauguração e expansão da linha
O primeiro comboio circulou em 11 de Novembro de 1912, entre a cidade de Penafiel e Novelas, onde se situava a Estação Ferroviária de Penafiel da Linha do Douro; o custo da viagem era de 40 réis. A inauguração deste caminho de ferro foi considerada pela revista Illustração Portuguesa como «um importante melhoramento» para Penafiel, e descreveu a cerimónia de inauguração: «quando o comboio entrou na cidade, das janelas, cheias de colchas preciosas, soaram palmas e vivas, no ar estralejaram foguetes, as bandas de música tocaram os hinos nacionaes no meio da mais intensa alegria, que durou sempre durante o almoço em que foram muito brindados os iniciadores d'esse melhoramento, que são dignos do maior aplauso». A linha teve um grande sucesso logo nos primeiros dias de exploração, tendo alcançado um elevado tráfego.
Em 8 de Novembro de 1913, foi inaugurado o troço entre Novelas/Penafiel e Lousada; o comboio inaugural, rebocado pela locomotiva "Lousada", chegou à vila de Lousada por volta das 11 horas, demorando o percurso cerca de 22 minutos. Em 1 de Maio de 1914, a Gazeta dos Caminhos de Ferro noticiou que a Companhia do Caminho de Ferro de Penafiel à Lixa iria abrir muito em breve o lanço entre Santa Margarida e Longra, com cerca de cinco quilómetros, e no mês seguinte o prolongamento de Longra até Felgueiras, num percurso de quatro quilómetros. Reportou igualmente que as obras tinham começado há poucos dias atrás, e que a companhia esperava ter a linha toda concluída ainda no Verão desse ano. Com efeito, o caminho de ferro chegou à Longra na manhã do dia 10 de Maio, que então era um povoado, cujo sub-lugar desde então passou a ser conhecido por lugar da estação.[carece de fontes?] Em Junho desse ano, o comboio chegava a Felgueiras e, em Setembro, à Lixa, numa extensão total de 30 km.
Entretanto, em Abril desse ano foi emitido um despacho por parte do Ministro do Fomento, que autorizou o prolongamento da linha de Penafiel a Entre-os-Rios, numa extensão de 15,91 km. Os trabalhos iniciaram-se em Maio de 1914, tendo-se inaugurado o primeiro troço, até Calçada, a 20 de Novembro do mesmo ano. Em finais desse ano, as obras já estavam bastante adiantadas, prevendo-se que este seguimento viesse a ter um grande movimento de passageiros e mercadorias, devido à elevada produção agrícola e densidade populacional. Esperava-se igualmente que esta nova linha captasse os aquistas, que vinham de todo o país, especialmente da cidade do Porto, para as caldas de Entre-os-Rios, e que utilizavam a Estação de Cête, na Linha do Douro. Em 1 de Novembro desse ano, a Gazeta dos Caminhos de Ferro reportou que o primeiro lanço da linha, entre Penafiel-Cidade e Calçada, com cerca de oito quilómetros, iria ser inaugurado no dia 8, enquanto que o segundo tramo, de Calçada à Torre, entraria ao serviço nos finais de Dezembro, e o terceiro, da Torre à Ponte de Entre-os-Rios, em Fevereiro de 1915. Em 1 de Fevereiro de 1915, a Gazeta dos Caminhos de Ferro noticiou que as obras do lanço até Entre-os-Rios estavam muito adiantadas, e que o tramo entre Calçada e Torre seria entrar ao serviço dentro de um mês. Referiu ainda que aquando da inauguração iriam entrar ao serviço novas carruagens de passageiros, e que o lanço entre Penafiel e Calçada estava a ter um movimento superior ao previsto. Em Março de 1915 foi autorizado o alargamento das Pontes de São Vicente e das Ardias, permitindo que a linha chegasse à Torre em 13 de Abril e, finalmente, a Entre-os-Rios em 17 de Junho de 1915. A estação terminal situava-se junto da entrada da antiga Ponte Hintze Ribeiro.

### Declínio e encerramento
Em 1916, a situação da empresa operadora agravou-se consideravelmente, devido aos efeitos económicos da Primeira Guerra Mundial, e à elevada frequência de acidentes. Por outro lado, o desenvolvimento da camionagem, especialmente após o início da década de 1920, as conjunturas políticas nacional e internacional, e os elevados custos inerentes à exploração de uma linha de bitola reduzida comprometeram o futuro da empresa.
Em 20 de Fevereiro de 1920, a Junta Consultiva de Caminhos de Ferro emitiu um parecer onde recomendou que a exploração de todas as linhas ferroviárias de bitola métrica, incluindo a de Penafiel a Entre-os-Rios, fossem reunidas numa só empresa concessionária, e que deveria ser construída uma linha entre Lixa a Vizela, na Linha de Guimarães, de forma a unir ambas as redes. Em Março de 1923 realizou-se o concurso para a gestão desta linha, mas não surgiram quaisquer interessados, pelo que em meados desse ano foi publicada uma portaria determinando a abertura de um novo concurso em cerca de dois meses. Em Novembro de 1923, a Revista de Turismo reportou que em breve iria ser aberto o concurso para a exploração da linha entre Penafiel e Lixa, que estava suspensa por o antigo concessionário ter abandonado a concessão. Em Abril de 1924, aquele periódico noticiou que tinha sido publicado um decreto classificado a concessão da Companhia do Caminho de Ferro de Penafiel à Lixa como caducada, e determinou a abertura de um novo concurso para a concessão.
Por decisão governamental, a linha foi encerrada e, por ordem do Ministério do Comércio, os carris começaram a ser levantados a partir do dia 2 de Março de 1931.
Entretanto, em 1930 foi proposta uma linha férrea pesada, cujo traçado era semelhante ao do caminho de ferro de Penafiel: a Transversal do Minho, entre Arcos de Valdevez e Entre-os-rios, em via métrica, numa extensão total de 132 km.. Esta linha foi classificada no plano geral da rede ferroviária, que foi publicado por um decreto de 1 de Abril de 1930.

### Fases da construção do troço Penafiel à Lixa
- Penafiel a Novelas: 11 de Novembro de 1912;
- Novelas a Lousada: 8 de Novembro de 1913;
- Lousada à Longra: 10 de Maio de 1914;
- Longra a Felgueiras: 27 de Junho de 1914;
- Felgueiras à Lixa: 5 de Setembro de 1914.

### Fases da construção do troço Penafiel a Entre-os-Rios
- Penafiel a Calçada: 20 de Novembro de 1914;
- Calçada à Torre: 13 de Abril de 1915;
- Torre a Entre-os-Rios: 17 de Junho de 1915.

### Atualidade
Atualmente são muito poucos os vestígios da existência desta linha no terreno. Alguns daqueles vestígios estão patentes nas estruturas de suporte às vinhas ao longo da N106, tais como os carris.Também durante muitos anos, desde os anos trinta até 1976 (quando houve substituição posterior), os ferros dos trilhos da linha da área da Longra serviram para os postes de iluminação pública que existiam na mesma povoação (hoje vila) da Longra. Resta ainda uma pequena construção do antigo apeadeiro de Lagoas, no concelho de Lousada, assim como existem também ainda as duas casas (depois transformadas totalmente em habitações), as quais, sucessivamente, serviram de estação na Longra, a cerca de 4 quilómetros de Felgueiras, onde uma delas albergou, ao mesmo tempo, uma loja de venda de produtos tradicionais.
Em inícios da década de 2020, entrou em fase de projeto uma nova linha para ligar a linha do Douro a Felgueiras e Lixa.

## Características técnicas

### Via e percurso
O Caminho de Ferro de Penafiel à Lixa e Entre-os-Rios consistia numa rede ferroviária ligeira, que utilizava o sistema americano, no qual os carris eram assentes no leito das estradas. Esta configuração, em conjunto com o tipo de material circulante utilizado, permitia que a exploração fosse pouco dispendiosa. Foi um dos poucos exemplos em território nacional de um caminho de ferro deste tipo, de importância secundária em relação à rede principal, e que ligava as estações ferroviárias às povoações.
A viagem entre a Estação de Penafiel e Lixa, com cerca de 30 Km, vencia-se em duas horas, enquanto que o percurso inverso demorava cerca de 1 hora e 50 minutos; este longo tempo de viagem prendia-se, principalmente, com o grande número de paragens, de forma a servir o número máximo de povoações ao longo do trajecto. Por outro lado, o percurso era bastante sinuoso, com curvas de 25 m de raio e rampas com 76,8 cm, que eram superiores ao que o material circulante conseguia vencer por aderência. O apeadeiro de Seixoso, a cerca de dois quilómetros de distância de Lixa, dava acesso por estrada ao Sanatório de Seixoso, que era propriedade de Cerqueira Magro. Após o apeadeiro, a via seguia junto à estrada de Caíde, até Felgueiras, onde curvava para Sul, passando a seguir a Estrada de Penafiel. Transitava junto a Longra, Unhão, Louzada e Santa Margarida de Lousada, e passava pela Estação de Penafiel. Depois de cruzar a Linha do Douro junto da estação, a via seguia até à localidade de Penafiel, situada a cerca de 4 quilómetros de distância.

Carris: normal e com ranhura.

A linha (em via métrica) tinha carris com gola, assentando em estrada de terra batida. Este é o sistema de carris existente nas linhas elétrico que assentam, normalmente, em alcatrão ou empedrado.

### Material circulante
De forma a evitar o uso de cremalheira, no difícil traçado, foram empregues locomotivas a vapor adaptadas, de elevada potência, fabricadas pela casa alemã Henschel & Sohn e que até 1914 haviam sido utilizadas na ligação Boavista-Matosinhos da CCFP, via Cadouços/Foz do Douro.

## Leitura recomendada
- FERREIRA, José Fernando Coelho (2012). O caminho de ferro de Penafiel à Lixa e Entre-os-Rios. Penafiel: Livrofiel. 138 páginas. ISBN 978-989-98086-0-7